# Jogo do bicho
Il Jogo do bicho (traducibile in maniera approssimativa in italiano come "gioco dell'animale" o "gioco della bestia") è un gioco d'azzardo brasiliano assimilabile ad una lotteria. Prende il suo nome dal fatto i numeri sui quali è possibile puntare (da 1 a 100) sono divisi in 25 gruppi, ciascuno dei quali è rappresentato da un animale (ad esempio il cammello è associato ai numeri 29-30-31-32). I nomi degli animali sono in ordine alfabetico. Tali gruppi contengono (a seconda del tipo di giocata) 4 numeri ciascuno. I giocatori possono effettuare puntate sull'estrazione di un animale (quindi sui quattro numeri ad esso associati) o su un numero specifico.
Il gioco fu inventato secondo la tradizione nel 1892 dal barone João Batista Viana Drummond, già fondatore del giardino zoologico di Rio De Janeiro.
Pur essendo illegale in Brasile, il gioco è largamente praticato ed è una delle attività oggetto di interesse da parte della criminalità organizzata.

## Tabella degli animali
| Gruppo                                 | 01                                | 02                                 | 03                               | 04                                  | 05                               |
| Animali Numeri o decine corrispondenti | Avestruz (Struzzo) 01--02--03--04 | Águia (Aquila) 05--06--07--08      | Burro (Asino) 09--10--11--12     | Borboleta (Farfalla) 13--14--15--16 | Cachorro (Cane) 17--18--19--20   |
| Gruppo                                 | 06                                | 07                                 | 08                               | 09                                  | 10                               |
| Animali Numeri o decine corrispondenti | Cabra (Capra) 21--22--23--24      | Carneiro (Ariete) 25--26--27--28   | Camelo (Cammello) 29--30--31--32 | Cobra (Serpente) 33--34--35--36     | Coelho (Coniglio) 37--38--39--40 |
| Gruppo                                 | 11                                | 12                                 | 13                               | 14                                  | 15                               |
| Animali Numeri o decine corrispondenti | Cavalo (Cavallo) 41--42--43--44   | Elefante (Elefante) 45--46--47--48 | Galo (Gallo) 49--50--51--52      | Gato (Gatto) 53--54--55--56         | Jacaré (Caimano) 57--58--59--60  |
| Gruppo                                 | 16                                | 17                                 | 18                               | 19                                  | 20                               |
| Animali Numeri o decine corrispondenti | Leão (Leone) 61--62--63--64       | Macaco (Scimmia) 65--66--67--68    | Porco (Maiale) 69--70--71--72    | Pavão (Pavone) 73--74--75--76       | Peru (Tacchino) 77--78--79--80   |
| Gruppo                                 | 21                                | 22                                 | 23                               | 24                                  | 25                               |
| Animali Numeri o decine corrispondenti | Touro (Toro) 81--82--83--84       | Tigre (Tigre) 85--86--87--88       | Urso (Orso) 89--90--91--92       | Veado (Cervo) 93--94--95--96        | Vaca (Vacca) 97--98--99--00      |
| -------------------------------------- | --------------------------------- | ---------------------------------- | -------------------------------- | ----------------------------------- | -------------------------------- |